# Sony SMC-777
Sony SMC-777 es una computadora japonesa fabricada por Sony, fue lanzada en 1983. Tenía un procesador Z-80 A corriendo a velocidad de 4.028 MHz, con 64KB de memoria y 32KB de VRAM. Se vendía a un precio mínimo de ¥ 118000.

## Características
Como parte de la penetración de computadoras personales 8 bits en la década de los 1980s, la SMC 777 tenía una vista DE 16 colores en una resolución de 320 x 200 o 4 colores en 640 x 200 pixeles.
Tenía teclado integrado. Además de aplicaciones sin precedentes y la documentación que acompaña al equipo y también es notable que se incluye con el hardware a través de un detallado esquema. Como era común en ese tiempo el lenguaje de programación de entorno era BASIC (777-BASIC). Además, una simple hoja de cálculo (MEMO) se suministraba.
Utilizaba el sistema operativo CP/M 2.2.

## Especificaciones
- Procesador: Zilog Z80 4.028 MHz
- Memoria RAM: 64 KB
- Memoria VRAM: 32KB
- Memoria ROM: 16KB
- Colores: 4096 (16 en 320 x 200 / 4 en 640 x 200)
- Modo de texto: 40 x 25 / 80 x 25
- Puertos entrada/salida: RGB video, puerto de interface paralelo para impresión, Palanca de juegos (x 2), cinta (1200 bauds), Expansion.